# Nawiady (gmina)
Nawiady – dawna gmina wiejska istniejąca w latach 1946–1954 w woj. olsztyńskim (dzisiejsze woj. warmińsko-mazurskie). Siedzibą władz gminy były Nawiady.
Gmina Nawiady powstała po II wojnie światowej na terenie tzw. Ziem Odzyskanych. 28 czerwca 1946 roku jako jednostka administracyjna powiatu mrągowskiego gmina weszła w skład nowo utworzonego woj. olsztyńskiego. Według stanu z 1 lipca 1952 roku gmina była podzielona na 13 gromad: Babięta, Goleń, Koczek, Krawno, Machary, Mojtyny, Nawiady, Nowe Kiełbonki, Nowy Zyzdrój, Połom, Prusinowo, Stare Kiełbonki i Zyzdrojowy Piecek.
Gmina została zniesiona 29 września 1954 roku wraz z reformą wprowadzającą gromady w miejsce gmin. Jednostki nie przywrócono 1 stycznia 1973 roku po reaktywowaniu gmin.